# Secrétaire d'État à la Sécurité énergétique et à la Neutralité carbone du cabinet fantôme
Le secrétaire d'État à la Sécurité énergétique et à la Neutralité carbone du cabinet fantôme est le membre du cabinet fantôme du Royaume-Uni chargé de la politique de l'opposition sur la politique énergétique et la lutte contre le réchauffement climatique.
Après la nomination de Theresa May au poste de Premier ministre en juillet 2016, le département a été dissous et fusionné avec le département des Affaires, de l'Innovation et des Compétences pour former le département des Affaires, de l'Énergie et des Stratégies industrielles.
En 2021, il est recréé à la suite du remaniement du cabinet fantôme de Keir Starmer et remis à Ed Miliband, qui occupait déjà le poste de mai à octobre 2010.

## Secrétaire d'État fantôme à l’Énergie (1974-1992)
| Nom | Nom            | Nom | Début de mandat  | Fin de mandat    | Parti politique | Leader de l'opposition |
| --- | -------------- | --- | ---------------- | ---------------- | --------------- | ---------------------- |
|     | Patrick Jenkin |     | 18 février 1975  | 15 janvier 1976  | Conservateur    | Margaret Thatcher      |
|     | John Biffen    |     | 15 janvier 1976  | 19 novembre 1976 | Conservateur    | Margaret Thatcher      |
|     | Tom King       |     | 19 novembre 1976 | 4 mai 1979       | Conservateur    | Margaret Thatcher      |
|     | David Owen     |     | 4 mai 1979       | 4 novembre 1980  | Travailliste    | James Callaghan        |
|     | Merlyn Rees    |     | 4 novembre 1980  | 24 novembre 1982 | Travailliste    | Michael Foot           |
|     | John Smith     |     | 24 novembre 1982 | 2 octobre 1983   | Travailliste    | Michael Foot           |
|     | Stanley Orme   |     | 2 octobre 1983   | 13 juillet 1987  | Travailliste    | Neil Kinnock           |
|     | John Prescott  |     | 13 juillet 1987  | 1988             | Travailliste    | Neil Kinnock           |
|     | Tony Blair     |     | 1988             | 2 novembre 1989  | Travailliste    | Neil Kinnock           |
|     | Frank Dobson   |     | 2 novembre 1989  | 18 juillet 1992  | Travailliste    | Neil Kinnock           |

## Secrétaire d'État fantôme à l'Énergie et au Changement climatique (2008-2016)
| Nom            | Nom            | Nom | Début de mandat   | Fin de mandat     | Parti politique | Leader de l'opposition |
| -------------- | -------------- | --- | ----------------- | ----------------- | --------------- | ---------------------- |
|                | Greg Clark     |     | 6 octobre 2008    | 11 mai 2010       | Conservateur    | David Cameron          |
|                | Ed Miliband    |     | 11 mai 2010       | 8 octobre 2010    | Travailliste    | Harriet Harman         |
|                | Meg Hillier    |     | 8 octobre 2010    | 7 octobre 2011    | Travailliste    | Ed Miliband            |
|                | Caroline Flint |     | 7 octobre 2011    | 14 septembre 2015 | Travailliste    | Ed Miliband            |
| Harriet Harman | Caroline Flint |     | 7 octobre 2011    | 14 septembre 2015 | Travailliste    |                        |
|                | Lisa Nandy     |     | 14 septembre 2015 | 27 juin 2016      | Travailliste    | Jeremy Corbyn          |
|                | Barry Gardiner |     | 27 juin 2016      | 8 octobre 2016    | Travailliste    | Jeremy Corbyn          |

## Secrétaire d'État fantôme au Changement climatique et à la Neutralité carbone (2021-2023)
| Nom | Nom         | Nom | Début de mandat  | Fin de mandat    | Parti politique | Leader de l'opposition |
| --- | ----------- | --- | ---------------- | ---------------- | --------------- | ---------------------- |
|     | Ed Miliband |     | 29 novembre 2021 | 4 septembre 2023 | Travailliste    | Keir Starmer           |

## Secrétaire d'État fantôme à la Sécurité énergétique et à la Neutralité carbone (2023-)

### Opposition officielle
| Nom | Nom             | Nom | Début de mandat  | Fin de mandat  | Parti politique | Leader de l'opposition |
| --- | --------------- | --- | ---------------- | -------------- | --------------- | ---------------------- |
|     | Ed Miliband     |     | 4 septembre 2023 | 5 juillet 2024 | Travailliste    | Keir Starmer           |
|     | Claire Coutinho |     | 8 juillet 2024   | en cours       | Conservateur    | Rishi Sunak            |

### Libéraux-démocrates
| Nom                                                                  | Nom          | Nom | Début de mandat | Fin de mandat  | Leader du Parti |
| -------------------------------------------------------------------- | ------------ | --- | --------------- | -------------- | --------------- |
|                                                                      | Steve Webb   |     | 7 octobre 2008  | 8 janvier 2009 | Nick Clegg      |
|                                                                      | Simon Hughes |     | 8 janvier 2009  | 11 mai 2010    | Nick Clegg      |
| De 2010 à 2015, les libéraux-démocrates font partie du gouvernement. |              |     |                 |                |                 |